# Gera
Gera este un oraș din Turingia, Germania. În 2011 avea o populație de circa 99.000 locuitori. Are o suprafață de 151 km². Gera are statut administrativ de district urban, fiind un oraș-district (în germană kreisfreie Stadt).

## Istorie
Orașul a fost înființat în anul 995. Din 1564, la Gera și-a avut rezidență monarhia Reuss. În 1920 orașul a trecut sub administrația Turingiei. O parte semnificativă din oraș a fost distrusă în bombardamentele aeriene din 1945. Până la reunificarea Germaniei din 1990, Gera a făcut parte din Germania de Est (RDG).

## Orașe gemene
- Saint-Denis, Franța
- Sliven, Bulgaria
- Plzeň, Republica Cehă
- Kuopio, Finlanda
- Timișoara, România
- Arnhem, Olanda
- Rostov-pe-Don, Rusia
- Fort Wayne, Indiana (SUA)
- Skierniewice, Polonia
- Pskov, Rusia
- Nürnberg, Bavaria (Germania)
- Goražde, Bosnia

## Personalități născute aici
- Heinrich al XXVII-lea (1858 - 1928), Prinț de Reuss⁠(d);
- Otto Dix (1891 - 1969), artist plastic;
- Thilo Sarrazin (n. 1945), politician, scriitor de non-ficțiune⁠(d);
- Olaf Ludwig (n. 1960), ciclist;
- Heike Drechsler (n. 1964), atletă.